# 國民革命軍陸軍第九十二軍
国民革命军第九十二军，是国民革命军汤恩伯系一个军。

## 沿革
前身为该军前身是胶东地方军阀刘珍年部。蒋介石枪毙刘珍年，何益三继任师长，黄埔嫡系李仙洲任副师长。1936年，李仙洲任师长，从此该师被中央嫡系化。
抗战開始后，第21师由陕北开赴南口，归汤恩伯指挥。1937年10月忻口战役中几乎覆灭。1938年2月残部开至郑州休整，与原隶属第八军的第95师合编为第九十二军。
抗战胜利后，由湖南常德调武汉受降，收编了汪伪新编第7军。1945年9月，空运北平，改隶北平行营。1947年10月东北秋季攻势中，侯镜如率第21师由唐山增援东北。侯镜如为“夺取朝阳，解困北票”，于10月29日晚亲率精锐21师和第九十四军43师，由义县沿铁路、公路分两股西进，到义县以西30里的九关台门一带，于11月1日凌晨三时遭东北民主联军攻击。辽西大凌河追歼战，毙21师副师长李传宗，伤61团团长陈寿恭、63团副团长于振相以下3,372人，俘师长郭惠苍、参谋长纪高翔、63团团长赖惕安以下3,105名，共6,477人。侯镜如逃脱至锦州，重建第21师。第56师、第142师由冀东调防天津，改为华北剿总机动部队。1947年冬增编第318师。